# Setúbal
Setúbal város Portugáliában, Estremadura régióban a Setúbal kerület székhelye. Lisszabon központjától kb. 45 km-re DK-re fekszik. Lakosainak száma 121 ezer fő volt 2011-ben.
Lisszabon és Porto után az ország egyik legnagyobb kikötője. Kereskedelmi és ipari központ. Gazdaságában meghatározó a szolgáltatási szektor. 

## Látnivalók
- Santa Maria de Graça, 16. századi katedrális
- Castelo de São  Filipe, II. Fülöp spanyol király építtette vár
- Museo de Arqueologia e Etnografia, a város környéki ásatásokból származó régészeti leletek
- Igreja de Jesus, gótikus templom (1495.)
- Reserva Natural do Estuário do Sado, város melletti természetvédelmi terület gazdag élővilággal

## Galéria

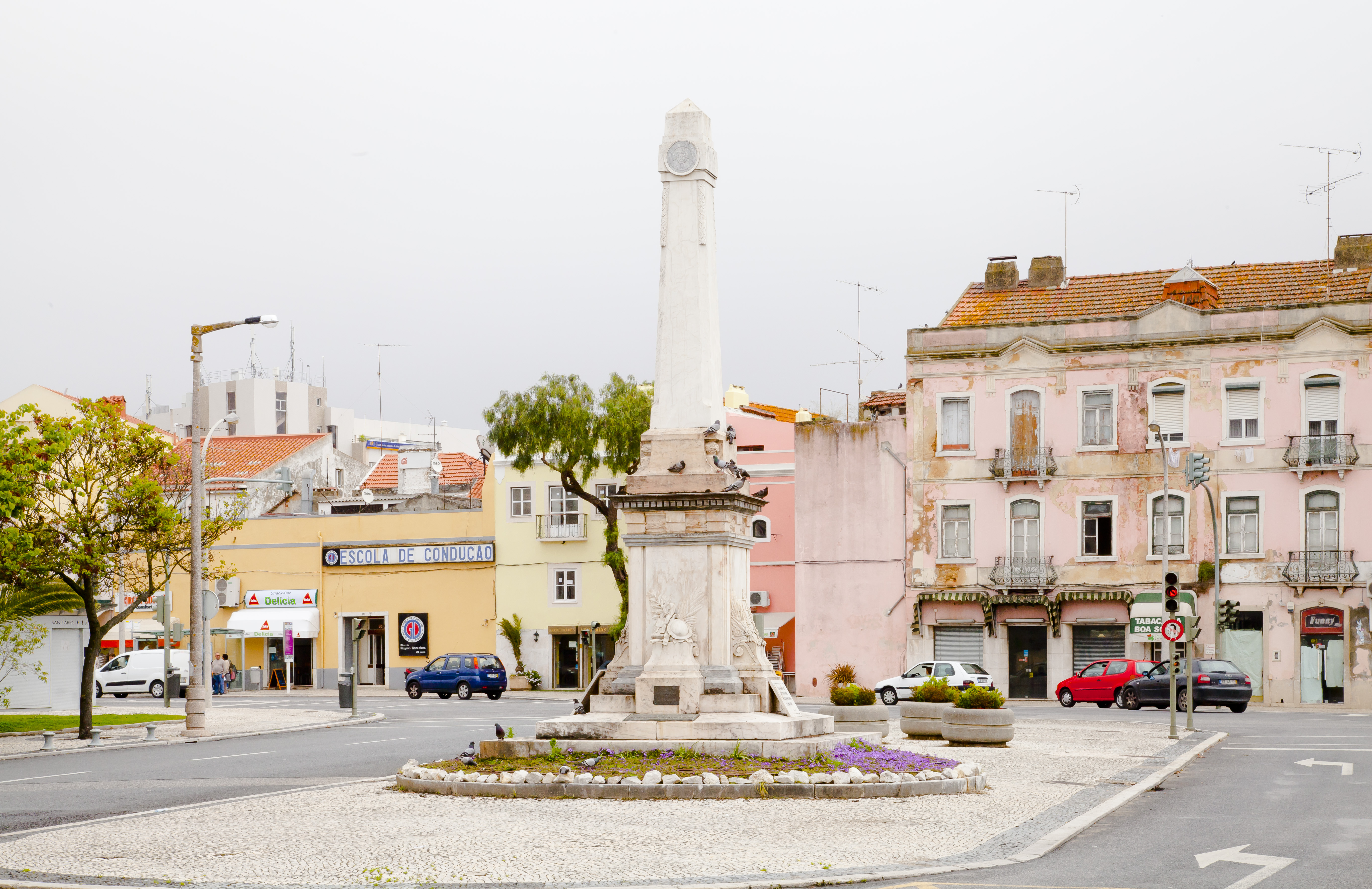
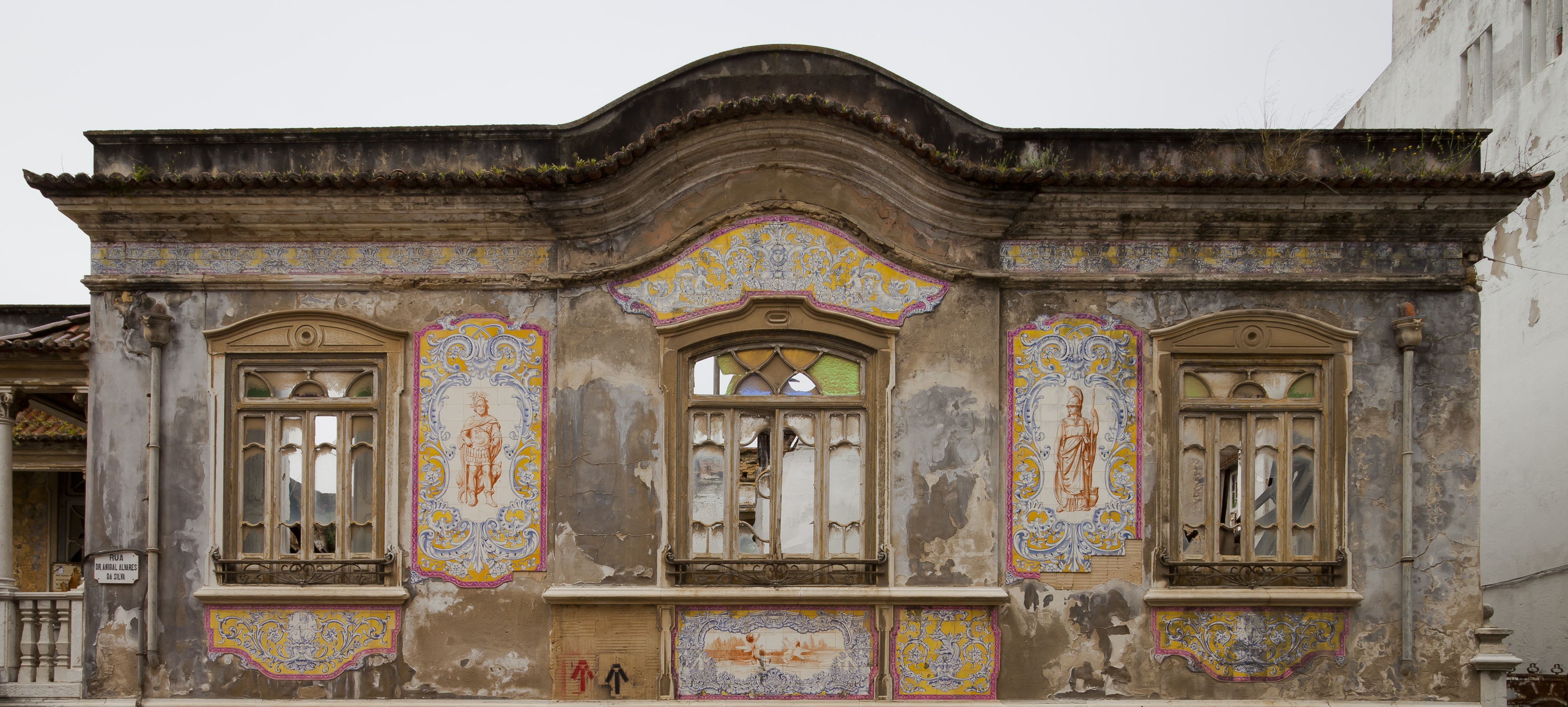
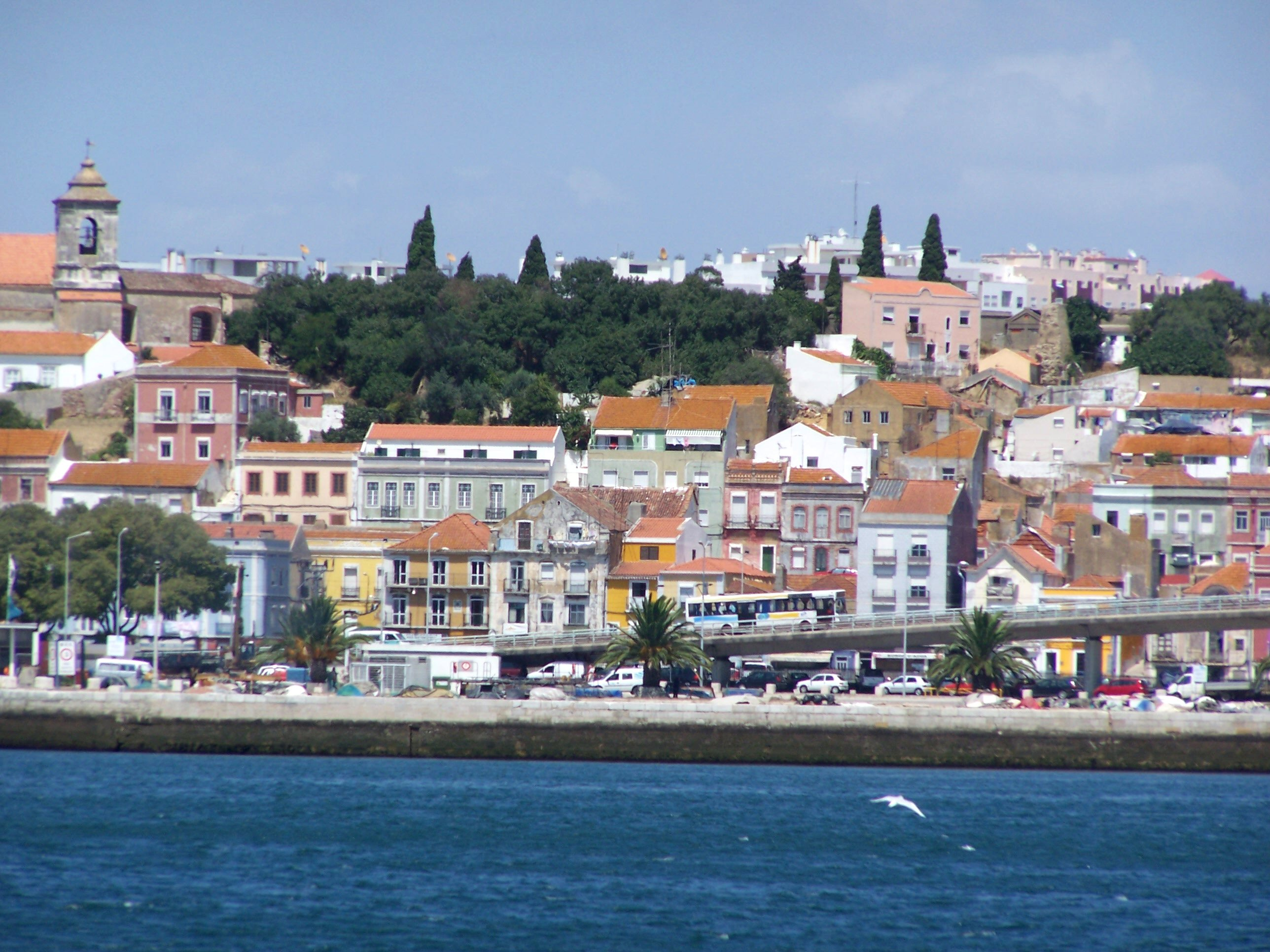
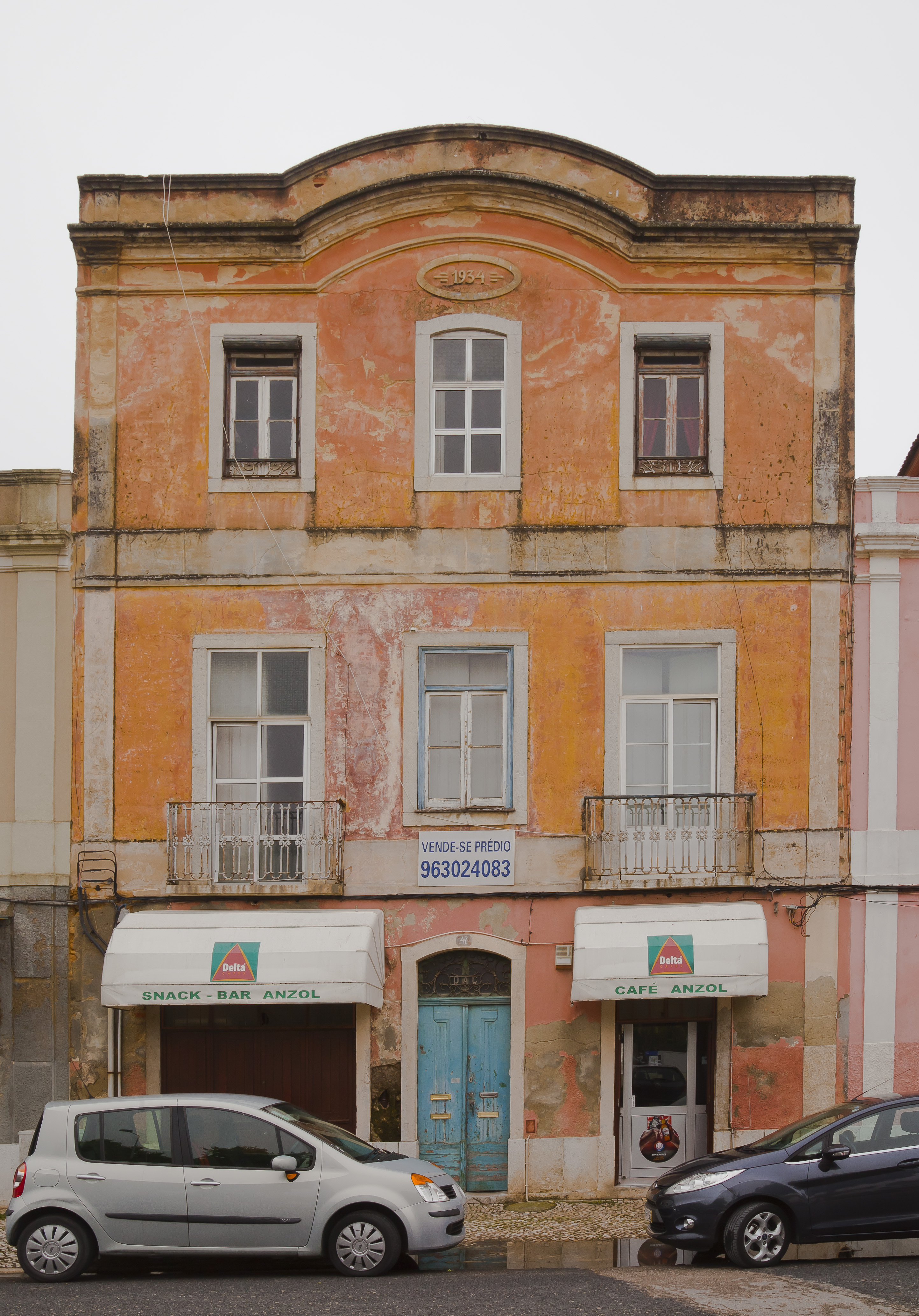
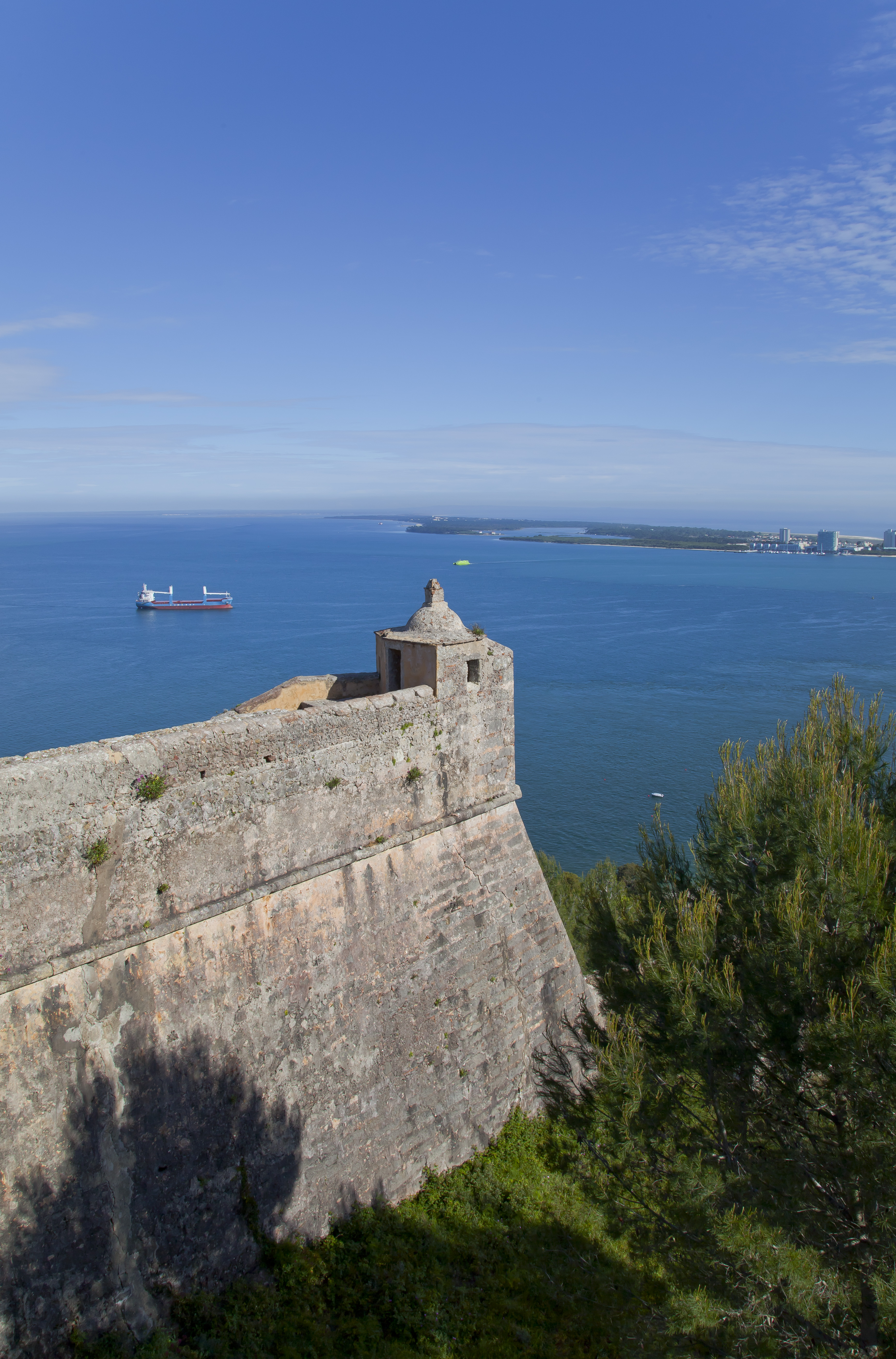
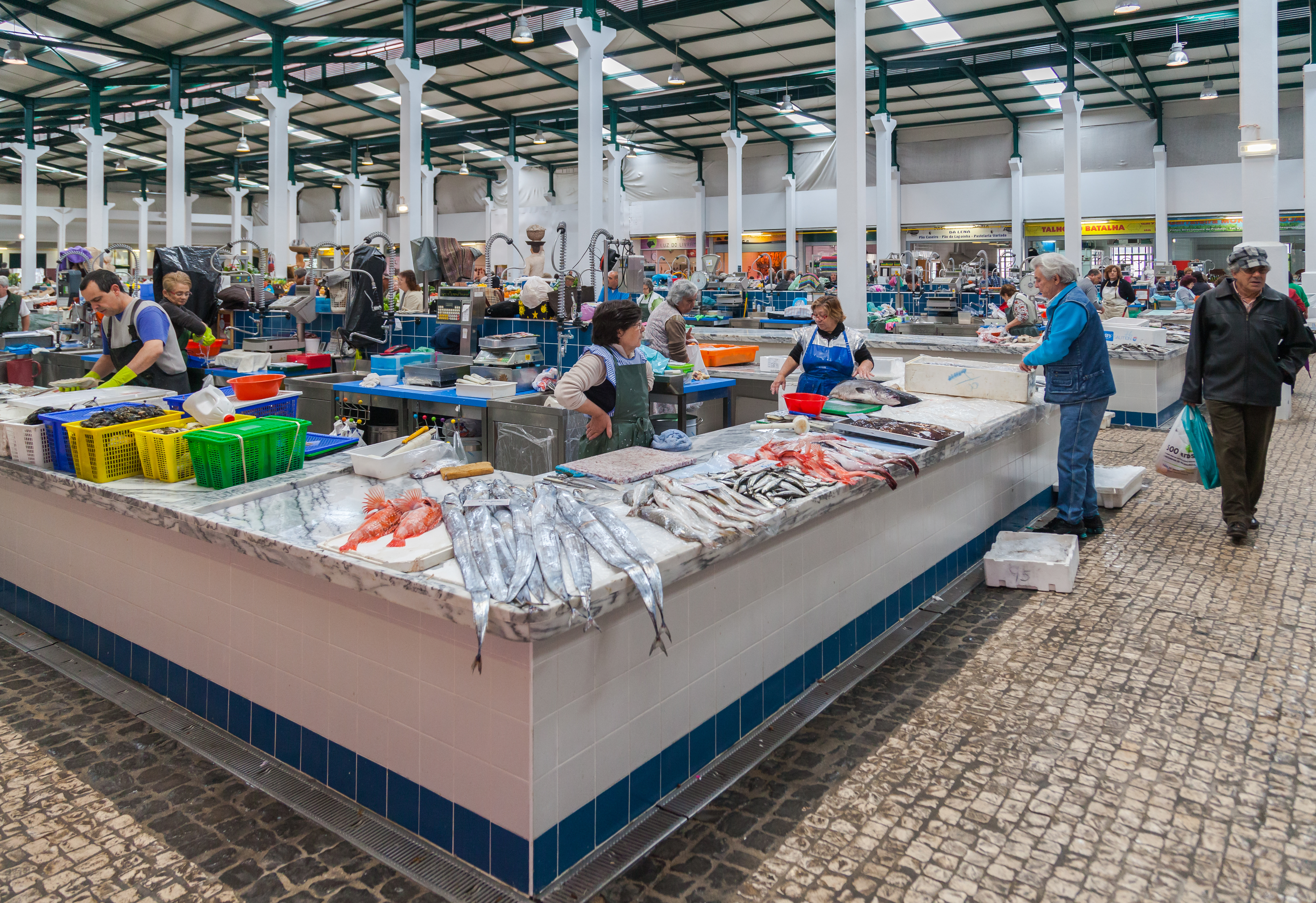
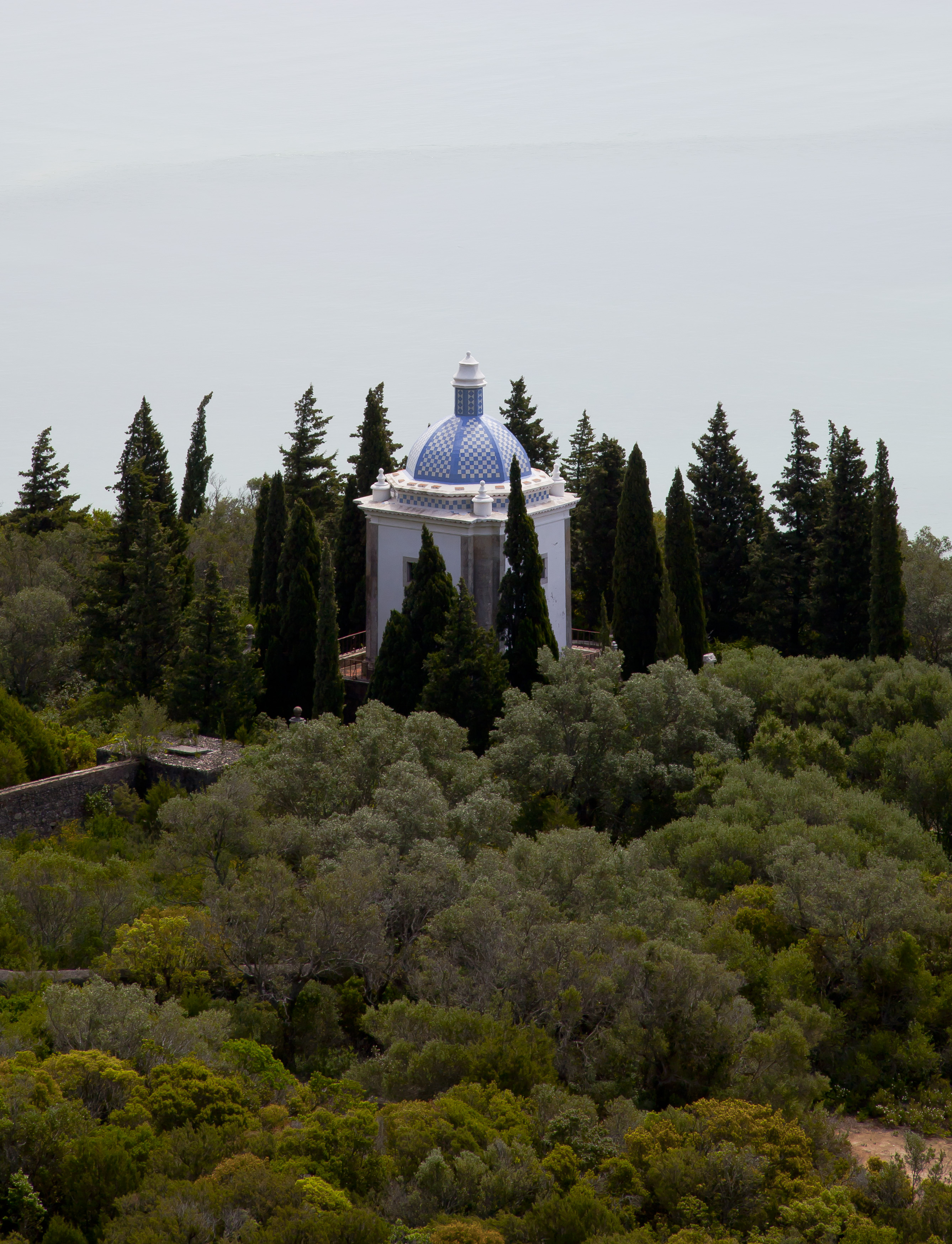
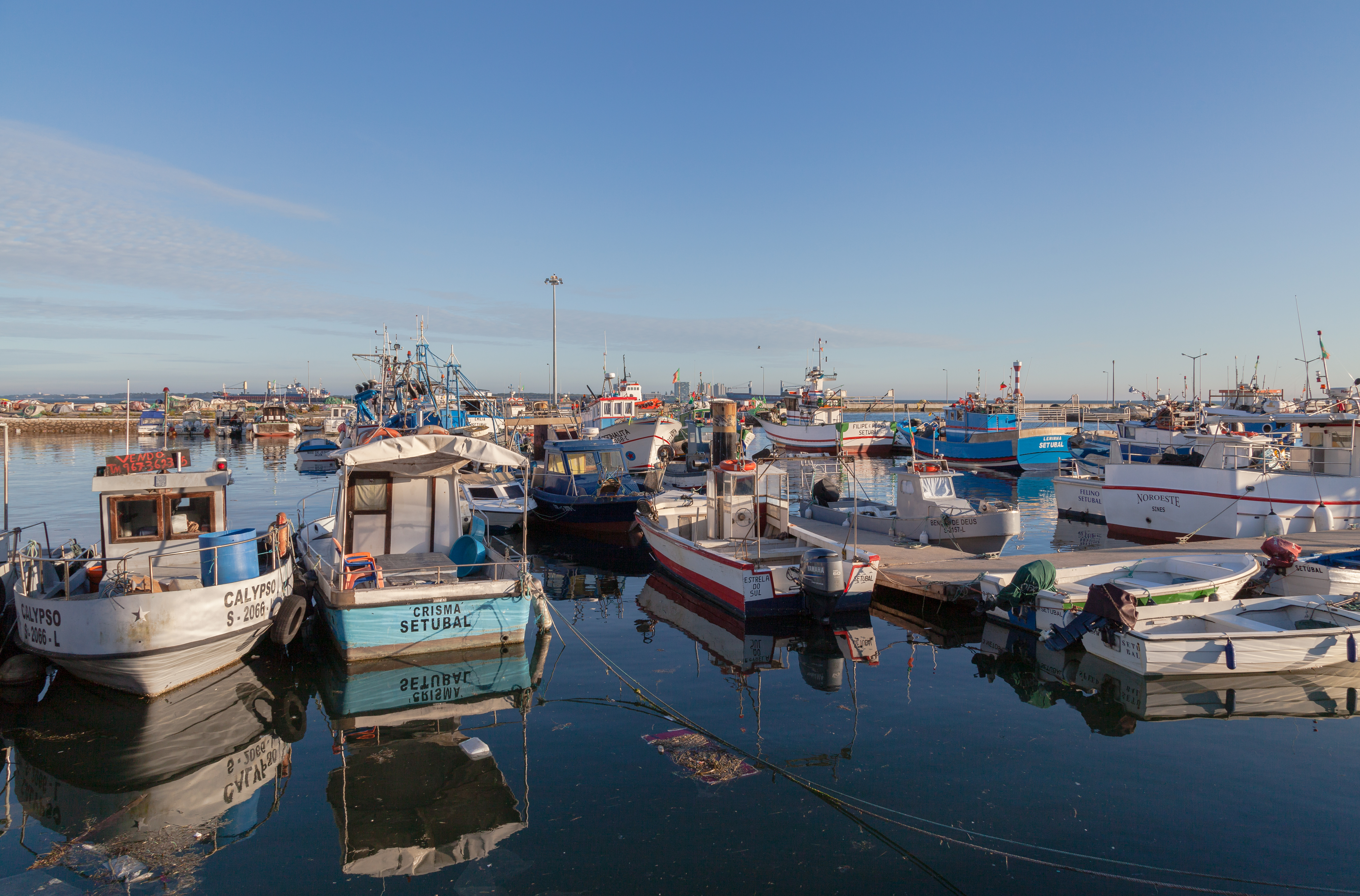

## Fordítás
Ez a szócikk részben vagy egészben  a   Setúbal című portugál Wikipédia-szócikk fordításán alapul.  Az eredeti cikk szerkesztőit annak laptörténete sorolja fel. Ez a jelzés csupán a megfogalmazás eredetét és a szerzői jogokat jelzi, nem szolgál a cikkben szereplő információk forrásmegjelöléseként.